# クラーケン
クラーケン（ノルウェー語等：クラーケ krake）は近世ノルウェーに伝わっていた海の怪物。巨大タコとみなすことが通念となっている。近代の学者は実在のダイオウイカとすれば説明がつくとする。 　　
まるで島のようで、周りに魚群が集まるので着地して漁労をおこなえる、とか吐き戻したもので撒き餌のように魚群を集めて養い、摂食期になるとこれを食らって、長時間かけて消化する等と書かれている。
北欧人がアイスランド沖（グリーンランド海域）に出現したと伝える巨魚か巨鯨ハーヴグーヴァと同一であろう、との主張もみられる。ただクラーケには多数の角があり、もしくは腕・触手が生えている等とされる。
クラーケについて初めて言及したのは、北欧を探訪したイタリア人ネグリ（1700年）で、のちダノノルウェー人のエーイェゼ（エゲデとも。1729年）や、ポントピダン司教（1753年）らが詳述したが、後者が有名である。
フランスの軟体動物学者ドニ＝モンフォール（1801年）が「クラーケン蛸」を発表し、蛸のイメージが定着した。小説家ユーゴーやヴェルヌも影響を受けて危険な巨大軟体動物を作品に登場させている。

## 概説
クラーケン（クラーケ）については、つとにダノノルウェー人のハンス・エーイェゼ（ハンス・エゲデ）が『古いグリーンランドの新しい解釈』（1729年）で、多頭で有爪の海の怪物であるという近世ノルウェーの伝承にふれ、中世より北欧に伝わるハーヴグーヴァ（島のような伝説上の怪物。幻の鯨とも解説される）と同一と記述する。
そしてエーリク・ポントピダン司教（『ノルウェー博物誌』、1753年）がクラーケンを講じて世界に知らしめた。ここに既ににタコ説がみられるが、ドニ＝モンフォールが「クラーケン蛸」を発表した事実が著名である。
モンフォールは、帆船の襲撃例を、別種「コロッサル蛸」の仕業と特定したが、その版画は二つの巨大種の区別をあやふやに英国で複製・模写された。フランスでもユーゴーの小説（1866年）の人食いタコ、ヴェルヌ作『海底二万里』（1869–1870年連載）の巨大イカに関して言及されている。のちに動物学者らが、伝説のクラーケンのダイオウイカ説を立てている。
リンネが記載したミクロコスモス属（雑多な生物の集合体）は、間接的にはクラーケンではあるが、リンネは頭足類はみな「セピア属」で別分類としている、ところがセピア属の「セピア・ミクロコスモス」種という頭足類を発表したという誤報が、後々まで拡散している。
また、スウェーデン人オラウス・マグヌスが作成した、海の怪物の絵をちりばめたことで有名な地図『カルタ・マリナ』（1539年）にも、クラーケンが描かれているのではないかとの推論がある。まず地図には人間を襲う巨大ロブスターが描かれているが、オラウスの著書で、船をも襲う、見るからにロブスターの姿をした怪物の画は、じっさいはポリュプス（正しくはタコ）の描画なのだという。また一名「あごひげ鯨」という、触手のようにしなう多数のトゲを頭部から突出させる怪物が地図に載っており、これも候補とされる。

## 名称
クラーケン（英語: kraken；[ˈkrɑːkən]）は、 ノルウェー語の kraken, kakjen に由来するが、それは-n が付いた定冠詞形である。
原典はデンマーク語だが現地語であるノルウェー語では、クラーケ（仮名転写。ノルウェー語: krake; [ˈkra:'ke]）が標準形で、現在では巨大なシーモンスターほどの意味である。
ノルウェー文語（ブークモール） krakeには複数の意味があるが、'曲がり樹、変形して伸びた樹'の意味の語は、古ノルド語 kraki（’竿、棒'）に由来するが、"鉤 krok"にも関連するとしている。そして海獣の意味のクラーケも同じ語源ではないかと推察されている。
スウェーデン語の krake （'海の怪物'の意）は、ノルウェー語 krake の借用語とみえるが、関連語として krake（「棒、竿　があるとする。

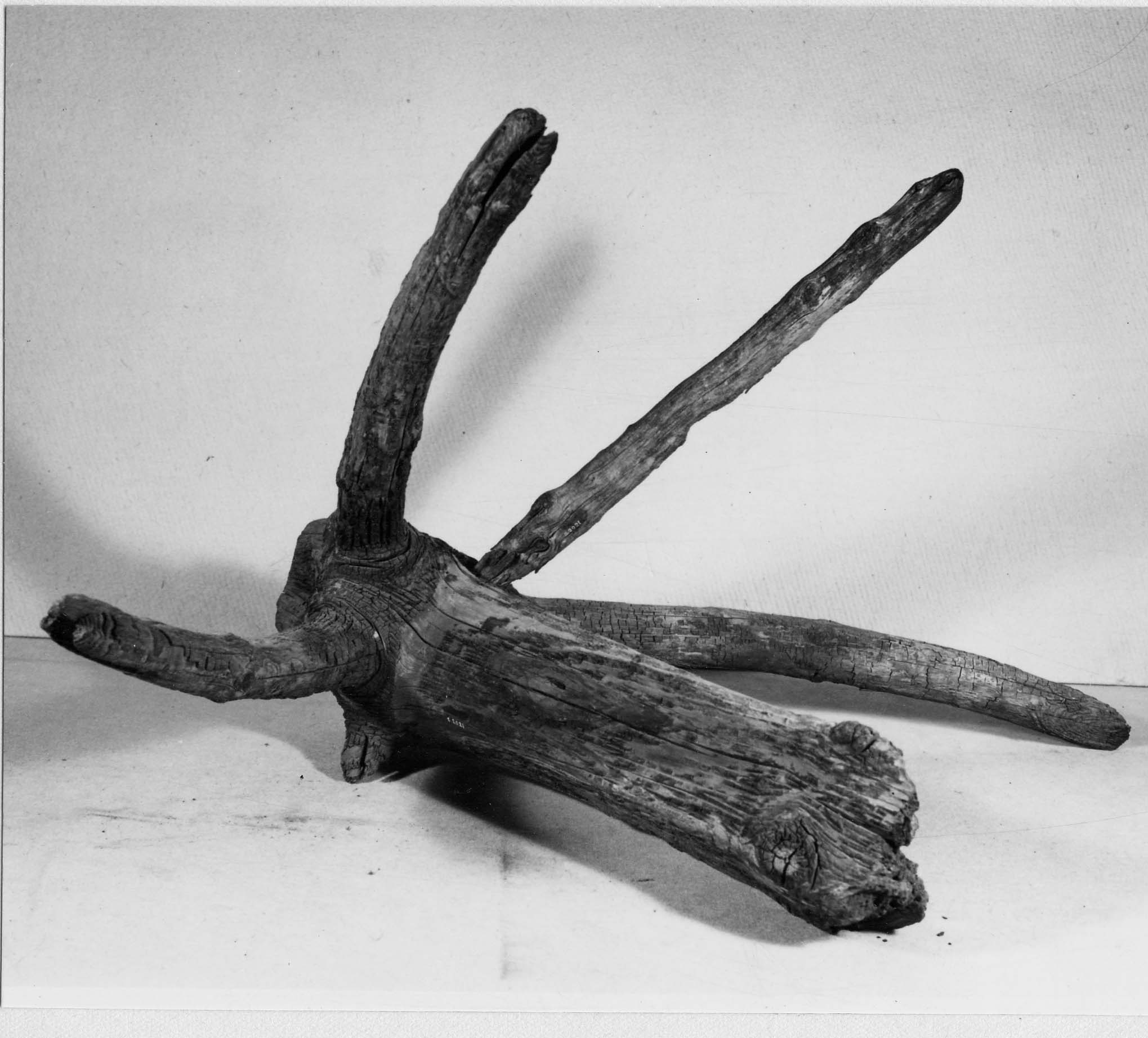
スカンジナビアの古い自然木製の四爪錨（鉤錨）は、「クラケ」や「クラッベ」と称し、海獣「クラーケン」の語源とも関係があるとの説がある。

ノルウェー新語（ニーノシュク）やスウェーデン語にも krake を自然木の粗造りの錨（anker）の意味で使うことがあり、ノルウェー語のkrabbe やスウェーデン語のkrabba と関連するとしている。
フィンヌル・ヨウンスソンの解説でも、krake には'鉤縄 dregg'や'錨'の意味があり、多足類（タコ・イカ）を連想させるとしている。また、別称の horv は harv の異形だと説明しており、この語には'馬鍬'の意があり、 タコ・イカの動作がまるで海を鋤くようだから、と理由づけている。
シェトランド方言またはノルン語で krekin は'鯨'を意味する隠語（タブー回避語）で、同根語であるとされる。
別称としてsøe-krake, kraxe, horv søe-krabbe, søe-horv, anker-trold等（デンマーク語形）が挙げられている。
クラーケンとの同一視も見られるハーヴグーヴァは、異名リングバック（lyngbakr）を挙げることができるが、やや古い例では『矢のオッドのサガ』のサガで別々の怪物として語られている。

## 初出歴
クラーケンについての最初の記述は、フランチェスコ・ネグリの著作『北方旅行』（初版パドヴァ本、1700年）に見える「シュ＝クラク」（sciu-crak）のくだりであることが突き止められている。ここでは、シュ＝クラクは巨大な"魚"（魚介類）で、多数の角と足を持つとされる。また、シーサーペントとも明確に区別される。
ハンス・エーイェゼが、『古いグリーンランドの新しい解釈』（デンマーク語1729年、英訳1745年）でクラーケンに言及し、複数の頭と爪をもつ巨大生物とし、アイスランド民間につたわるハーヴグーヴァと同一視したが、後者は伝説上の「鯨」と解説される。
クラーケン（ノルウェー語: krake）名を用いて、その怪物を解説した初出がポントピダン司教の『ノルウェー博物誌 Det første Forsøg paa Norges naturlige Historie』（1752–53年）だと（誤って）述べられることがあるが、ドイツの解説では、母国語（ドイツ語）でクラーケンについて詳しく知ることができる初めての史料がポントピダン（の独訳）である、と述べたに過ぎないのである。
ポントピダンがクラーケンの知名度に大きく貢献したのは確かである。ポントピダンはクラーケンが複数の足を持つとも、島や砂州のように巨大であるとも描写し、巨蟹、ヒトデ類、ポリュプス（蛸）のたぐいであると仮説を立てた。

## エーイェゼ
ハンス・エーイェゼ（ハンス・エゲデ）著『古いグリーンランドの新しい解釈 Det gamle Grønlands nye perlustration』（1729年、ドイツ訳1730年、英訳1745年）の脚注に、長文にわたってクラーケ（英訳名：クラーケン kracken）の説明が行われている。
地元ノルウェー民間から得た情報によれば、その体長は数マイルにおよび、浮上すると海を覆いつくすかのようであり、”多頭で、いくつもの鉤爪を持っていた”。その鉤爪で獲物を捕らえ、それは船も人間も魚類も他の動物もいとわず、海の深淵に引きずり込んでしまう。
ノルウェーの漁民らの言い伝えによれば、魚を集めて浮上しているクラーケンの上には、まるでそれが魚釣りの足場（砂州、fiske-grund）のように乗っかることができるが、不幸にもクラーケを釣りあげたら最後、その名を唱えて海底に戻させないといっかんの終わりだと信じられていた。エーイェゼはまた、クラーケとは「海のあやかし」・「海のお化け」 （デンマーク語: søe-trold og [søe]-spøgelse）の部類に属しており、同じ部類の化け物に「ドラウ」（デンマーク語: Drauen、定型）がいるとしている。
エーイェゼは、クラーケがアイスランド人がハーヴグーヴァと呼ぶ怪物と同じとみなしたが、後者についてなんら伝聞をもたないので詳述はできないとしている。

## ハーヴグーヴァ
エーイェゼがクラーケンをハーヴグーヴァという怪物と同一視したことは既述したが、これは『王の鏡』（c. 1250年）という書物を股引きして得た知識のようである。
その後、ダーヴィット・クランツの『グリーンランド史 Historie von Grönland』（1765年）も、クラーケンをハーヴグーヴァと同一と説いている。
ハーヴグーヴァは、中世13世紀、古ノルド語の文献に記載されているが、近年の学者の著述でもクラーケンと同義に扱われることがあり、ハーヴグーヴァも含めるならその生息域は、（あくまで伝説的な『矢のオッドのサガ』の上では）、ヘッルランド（カナダのバフィン島）にも及ぶことになる。
否定論
『王の鏡』のハーヴグーヴァは、じつは巨鯨の目撃者が虚飾を交えて伝えたに過ぎない、という意見も見られる。ハッルドール・ヘルマンソンも、ハーヴグーヴァを鯨の一種と説明する。
フィンヌル・ヨウンソン（1920年）は、上述したように語形よりクラーケンはあきらかに 頭足類 （北欧語だと「墨吐き」類と呼ぶ）の一種だと推察しており、ハーヴグーヴァ由来ではないとして否定的である。

## ポントピダン
のちにデンマーク＝ノルウェーのベルゲン司教ポントピダンは、その著書『ノルウェー博物誌』（1752年。実際は第2巻、1753年）において、クラーケンの説明をおこなっている。 
クラーケンは、浮上するとまるで列島か環礁に間違えられるとされ、その間には小魚が泳ぎ交うのだという。ノルウェーの漁師は、豊漁が見込めるゆえに、あえてクラーケンのいる真上で操業するのだという。今でも「クラーケンの上で漁をしてきたんだな」という俚諺が伝わっている。
しかしクラーケンは、最強の軍艦さえも海底まで引きずり込める恐ろしい怪物である。そして、危険はこの生物じたいにとどまらず、潜水した時に生じる渦巻でもあり、それは有名なモスケン島周辺メイルストロムのようだと形容されている。
摂食習性として、数か月もっぱら捕食に専念すると、その後の数か月はもっぱら排泄物を出し続け、その海は濃厚になって濁るが、よい芳香を発して魚類をひきよせるという。これは頭足類が墨袋の墨を放出したとすれば合致するという後年の学者の考察がある。

### 分類学的試論
ポントピダンは、1680年にアルスタハウグに漂着した海棲生物の個体を、クラーケンかと推論したが、長い腕か触手がついており、その触手をカタツムリかナメクジ類のように伸縮させてまさぐっているうちに、磯にからまってしまった未熟な個体だったのではないかと推察していた。後年、博物学者の ポール・バーチが、この過去例をおそらくダイオウイカと推論しており、文学者のフィンヌル・ヨウンソンも同意見であった。
しかし、ポントピダン自身は、当初クラーケンをカニ類だとも示唆し、タコ類かヒトデ類（厳密にはクモヒトデ目改めカワクモヒトデ目テヅルモヅル類）ともしており、特定をひとつの生物に絞り込めてはいない。
まずポントピダンは巨蟹の特定が妥当であるかのごとく、krabben という別名が、もっともその性質に近い、という考えを呈している。
しかしさらに続けて、クラーケンと、古代ローマの大プリニウスが『博物誌』第9巻第4章で「アルボル」と呼んだ、まるで樹枝のような多数の足を持つ生物 との引き比べをしている。ポントピダンの場合、大プリニウスの「アルボル」と、類似した8本足の「ロタ rota」という伝説生物を混合していることを念頭に置かねばならないが、その古代例を、クラーケンだとみなしていたことが窺える。
そしてクラーケンはタコ類（ポリュプス）または「ヒトデ類」、であると断じた。
もっとも「ヒトデ類」は大雑把な言い方で、具体的にはポントピダンはステラ・アルボレセンス（Stella Arborescens ）という当時の博物学名で特定しており、いまはそういう学名の生物はなく、クモヒトデ綱クモヒトデ目ということになる。さらにつきつめるとその生物は、旧定義の「Astrophyton 属」種だが、現定義だとテヅルモヅル属（Gorgonocephalus）属に分類し直されており、北欧で見つかるいずれかの種が該当する。
ローマ古典の「アルボル」（と「ロタ」が混合された8本足生物）は、タコ説が有力に見えるが、けっきょく司教はクモヒトデ説をより好んでいる、とベルナール・ユーヴェルマンスは解説する 。
そしてクモヒトデ説には、傍証材料がある。すなわちリンネ等が「メデューサの頭（caput medusæ）」種と呼ぶ「ヒトデ」は、クラーケンの幼生だ漁師たちのあいだに言い伝っていた。 そしてポントピダンは、当時の博物学者の鑑識眼にしたがい、「メデューサの頭」は、これが前述の「ステラ・アルボレセンス」と同一生物だ、と結論した。この「メデューサの頭」は、ノルウェーではごく頻繁に浜辺に打ちあげられる漂流物ということで、ドイツのフォン・ベルゲンは、もしクラーケンの子供というのが本当ならば、海はその怪物で溢れてしまう、と揶揄している。「メデューサの頭」もテヅルモヅル属説が提唱されている。テヅルモヅルは腕が分岐するクモヒトデだが、現今の分類はクモヒトデ目でなくカワテヅルモヅル目である。腕には腕針がついている。
ポントピダンはいまいちど古代例を考査し「このクラーケもやはりポリュプス（蛸）の仲間に違いない」とも述べているが、その例は大プリニウス第9巻第30章から引いて「オザエナ」（ラテン語: ozaena）と呼んでいる巨大生物のことである。この「オザエナ」というのは、「臭いやつ」という程の意味のポリュプス（蛸）の異称で特に大型のものを指すわけでなく、大型例はカルテイアの町の養魚池にやってきて、しばしば塩漬け魚を盗みにやってきたポリュプス（蛸）のことなのである。「そのすさまじい息で犬どもを苦しめ、こんどは、その触手の先端で鞭うったのであった」というくだりをラテン語で引用していることからそれは間違いない。
最後にポントピダンはポリュプス（タコ）や「ヒトデ類」は、総じてコルス・トロル（デンマーク語: kors-trold、'十字あやかし'の仲間で、「それらはかなり巨大なものもおり、... 海洋最大のものさえいるのだ」としている。この「コルス（十字）」というのは、それら生物の体の回転対称性への言及だと説明される。

## ドニ＝モンフォール
フランスのドニ＝モンフォールは、著述した『軟体動物の一般的・個別的博物誌 Histoire Naturelle Générale et Particulière des Mollusques』（1802年）のなかで、2種の巨大ダコがいるという認知をおこなっている。
このうち「コロッサル蛸」と称したのは、大プリニウスに引用される某地方官が著述した大ダコ（ジブラルタル湾岸の町カルテイアの魚泥棒のポリュプス、既述）と同一だとしており、同地方官によれば大ダコは海の難破者や素潜り漁師をも吸盤でバラバラに引き裂く（ラテン語: distrahit）、人殺しの怪物だと伝聞されている。モンフォールは、この 「コロッサル蛸」をいささか誇張し、三本マストの帆船を襲う巨大ダコの版画におさめて併記した。
もう一種、「クラーケン蛸」は、モンフォールによれば地球上最大の生物で、大プリニウスの怪物ダコなどをはるかに凌ぐ大きさなのだとした。そしてクラーケンは、 大プリニウスの「（海の）アルボル」、すなわち「アルボル・マリヌス」と同一だと脚注している。
脚注では、幾つか他の博物誌上例も、クラーケンと同一視できるとする。ひとつはドイツ人パウリーニが発表した「モンストルム・マリヌム（海の怪物）」で、論文では「海蟹」（ドイツ語: Seekrabbe）ともされるが、これはゲスナーが Cancer heracleoticus と称したカニ種（フィンランド沿岸にときお這い上がってくるという蟹）に似ていると説明されており、後年の海洋生物学者はヒキガニ属だろうと特定した 。つぎにカール・アウグスト・フォン・ベルゲンが「最大海獣」（bellua marina onium vastissima）だとした北欧俗名トロルワル（trolwal、「あやかし鯨」）・ドイツのトイフェルヴァル（Teufelwal、「デビル鯨」）が挙げられている。

### アンゴラ沖の大ダコ、サン=マロ奉納画
モンフォールは、「コロッサル蛸」の章で、当時のフランス船舶がアフリカ南部アンゴラ沖で、巨大な頭足類に襲われたとする事例に触れており、これをコロッサル蛸の仕業と位置づけ、当事者によってサン=マロの教会（サン=トマ礼拝堂）に収められた奉納画をもとに、その場面のの版画を掲載した 。
イギリスでは同じ場面を描いたモンフォール画模写が発行されたが、ロバート・ハミルトンの著作（1839年）の掲載画は、見出しが「クラーケン蛸」に置換されている。
モンフォールは当時の蛸（フランス語: poulpe）の普通種が、学名 Sepia octopodia に分類されることに倣っていたのであったが、英語圏の博物学者も、この分類にしたがいタコのことも「（八足）カトルフィッシュ」などと呼ぶようになっていた。ただし、現在の英語では「カトルフィッシュ」は「コウイカ」の意味にとらえる。

### 戦艦ヴィル・ド・パリ
モンフォールは巨大ダコが船を沈めることができるとした事件を事実としたうえで、1782年に英国軍支配下の10隻（拿捕されたフランス戦艦も含む）もの数が一度に失われた事件を検証し、荒波等ではとうてい説明がつかない、大ダコの関与、あるいは10匹もの数が関与した、という仮説を述べている。最初に異常警報を発砲したのは、フランス籍の戦列艦ヴィル・ド・パリであったが、最初に荒波に沈み、他船も同じ沈没の最期をたどった。これは、暴風の直撃で十分に説明がつくとされ、モンフォールのタコによる沈没説は、"無謀な虚実"とさえ言われている。

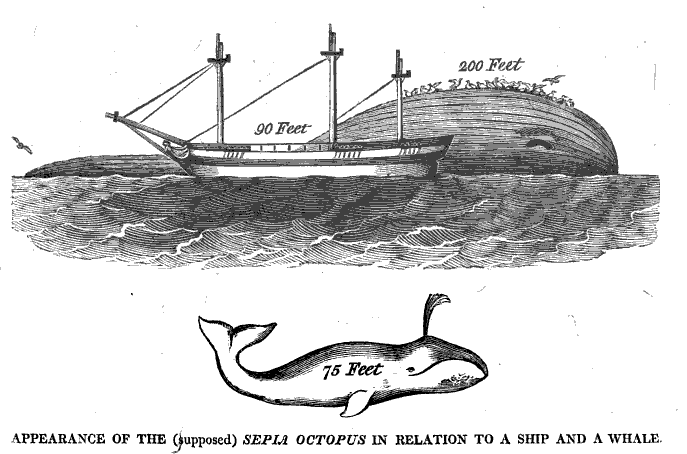
ナイアガラ号が1813年に目撃したという生物。全長200 ftだと報告されことを受け、そのような巨大タコのイメージ画を当時のアメリカの博物学者が掲載している。

ただモンフォールは、これらに関連して知己の軟体動物学者ド・フランスに「もし自作の[蛸に]からまれた船が受け容れられるなら、次作はコロッサル蛸に一個艦隊やっつけさせるさ」とうそぶいたことが伝わっている。

### ナイアガラ号
また1813年 、乗客船ナイアガラ号が、リスボンからニューヨークに向かう航行中に、なんらかの海棲生物を目撃した。全長200フィート (61 m)だと目測され、それは貝殻に覆われ、鳥が群がって止まっていたという。アメリカのサミュエル・L・ミッチルが、これを発表し、モンフォールのクラーケンに言及して、タコの姿として想像図を掲載した

### メアリー・セレスト号
メアリー・セレスト号が見つかったとき（1872年）、この船が無人となった理由として様々な検証・臆測がなされたが、その中には「乗員が全てクラーケンの餌食になった」という説も存在した。海難事件の40年後弱の1904年に書かれた某記事の憶測である。タコ説とは突拍子もないようだが、ありうる可能性のうちに入る、とセレスト号を題材にしたノンフィクション作家は述べている。

## リンネのミクロコスモス属

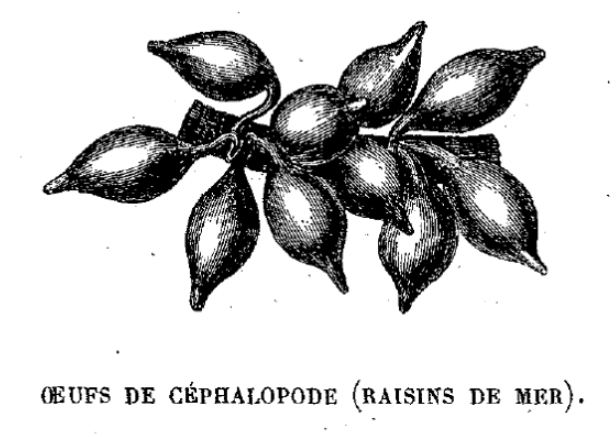
ヨーロッパで俗に「海ぶどう」と呼ばれる頭足類の卵塊。

分類学の父と謳われるカール・フォン・リンネが、『自然の体系』（1735年）に、ミクロコスモス属という分類を発表し、これを"さまざまな異種に覆われた[生命]体"（ラテン語: Corpus variis heterogeneis tectum）と説明して、該当生物（他の博物学者の発表例）を列記した。
リンネがミクロコスモス属に挙げた種類というのは、4出典3種類であった。 すなわちトマス・バルトリン著『希少生物解剖誌』で「ケトゥス」（≈鯨）の一種とされるハーヴグーヴァ、パウリーニの「モンストルム・マリヌム（海の怪物）」（巨蟹。既に触れた）、そしてフランチェスコ・レディ『動物内に見られる動物の観察』（イタリア語、1684年; ラテン語 1686年）の「ホヤ類」（ナツメボヤ属 Ascidiaに現在では比定）である。
スウェーデンの海棲生物学者スヴェン・ルズヴィ・ロヴェーンは、この「クラーケン」の博物誌についていろいろ考察を述べている。ロヴェーンは『自然の体系』第6版（1748年。スウェーデン語属名を付記した版）に「kraken」の記載があるとするものの、（少なくともNCSU蔵本を見る限りでは）ミクロコスモス属の項にはそのようなスウェーデン語名の記載はみえない。
ただし、第7版（1748年。ドイツ語付記版）は、ミクロコスモス属をドイツ語名で「海ぶどう（Meertrauben）」と付記しており、これはイカ・コウイカ類の卵塊の民間名である。
また、フランスのルイ・フィギエ（1860年）が、リンネが（『自然の体系』初版、1735年で）セピア属ミクロコスモス種という（Sepia microcosmus）という頭足類を発表したと誤って記述したことが指摘されている。しかし、近年の書籍に至りこれらの誤認は波及している。

### 英語版リンネ
イギリスの博物学者トマス・ペナントは、普通種のタコ（Sepia octopodia）の英名を　"eight-armed cuttlefish" （八本足カトルフィッシュ）と記載しており、インドの諸島では、幅2ファゾム (3.7 m)、足の長さ9ファゾム (16 m)の個体も見つかると記載している。そしてウィリアム・タートンは、リンネの『自然の体系』英訳において、この9ファゾムの長さのタコの例を転載している。
しかしリンネにも言及したクラーケン考察は、のちにも踏襲され、たとえばジェームス・ウィルソンが『ブラックウッズ・エディンバラ・マガジン』に考察を執筆しており、英国教養人にクラーケンの知識がひろまり、テニスンがこれを題材に詩を書きあげるに至っている。

## 図像学

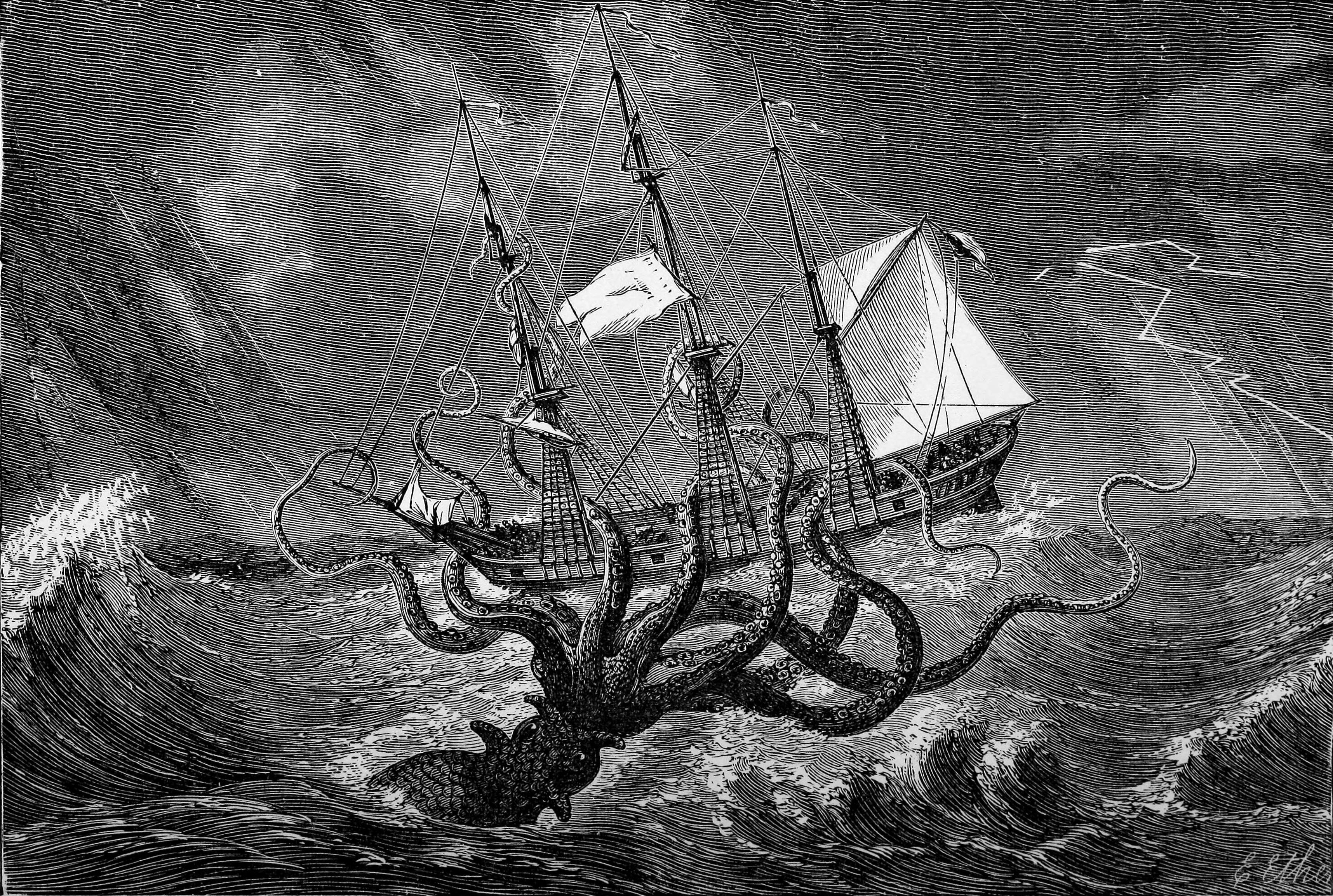
「想像上のクラーケン」 — ジョン・ギブソン（1887年）

モンフォールが掲載した「コロッサル蛸」が船を襲う版画がよく言及されるが、これはモンフォール本人によれば「クラーケン蛸」とは別種である。しかし、クラーケン蛸が船を襲う画として解説されることもしばしばである。
英国ではモンフォールに模した版画が、「クラーケン」と改題されて出版されたことは既に述べた。
ポントピダンに遡ると、シー・サーペントの版画は掲載するが、それ以外のクラーケンは見えない。
ただ、エイイェーゼは、"複数の頭に、幾つもの爪"を持つ生物としており、ネグリも角をもつと描写している。そして、古い地図に描かれた「あごひげ鯨」がクラーケンを表しているのではないかと言う近年の仮説も見られる（§オラウス・マグヌスに詳述）。
また、19世紀の例として、アイルランドケリー県ディングルに、双頭で角をもつという生物の漂着が報告されており、発見者を名乗る者がその絵画を作成したとされる。その発見者は絵を携え、話を交えてそ見物料を取って巡業したそうである。

### オラウス・マグヌス

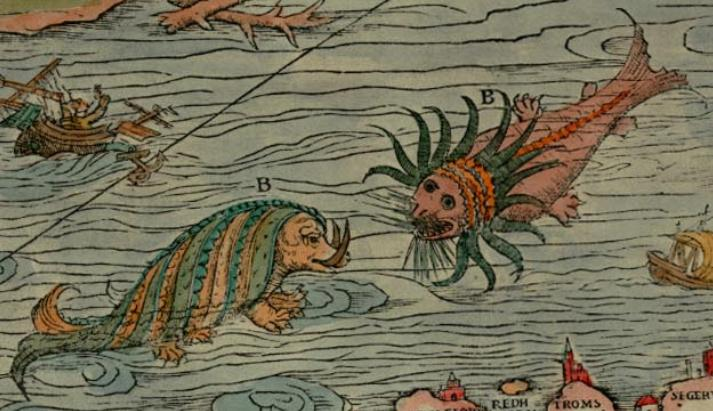
オラウスの地図の中の怪物：豚鯨（Apro Cetaceo）[左]、あごひげ鯨（Ceto Barbato）[右]」。「あごひげ鯨」はあるいはクラーケン？。
—オラウス・マグヌス, カルタ・マリナ (1539)年

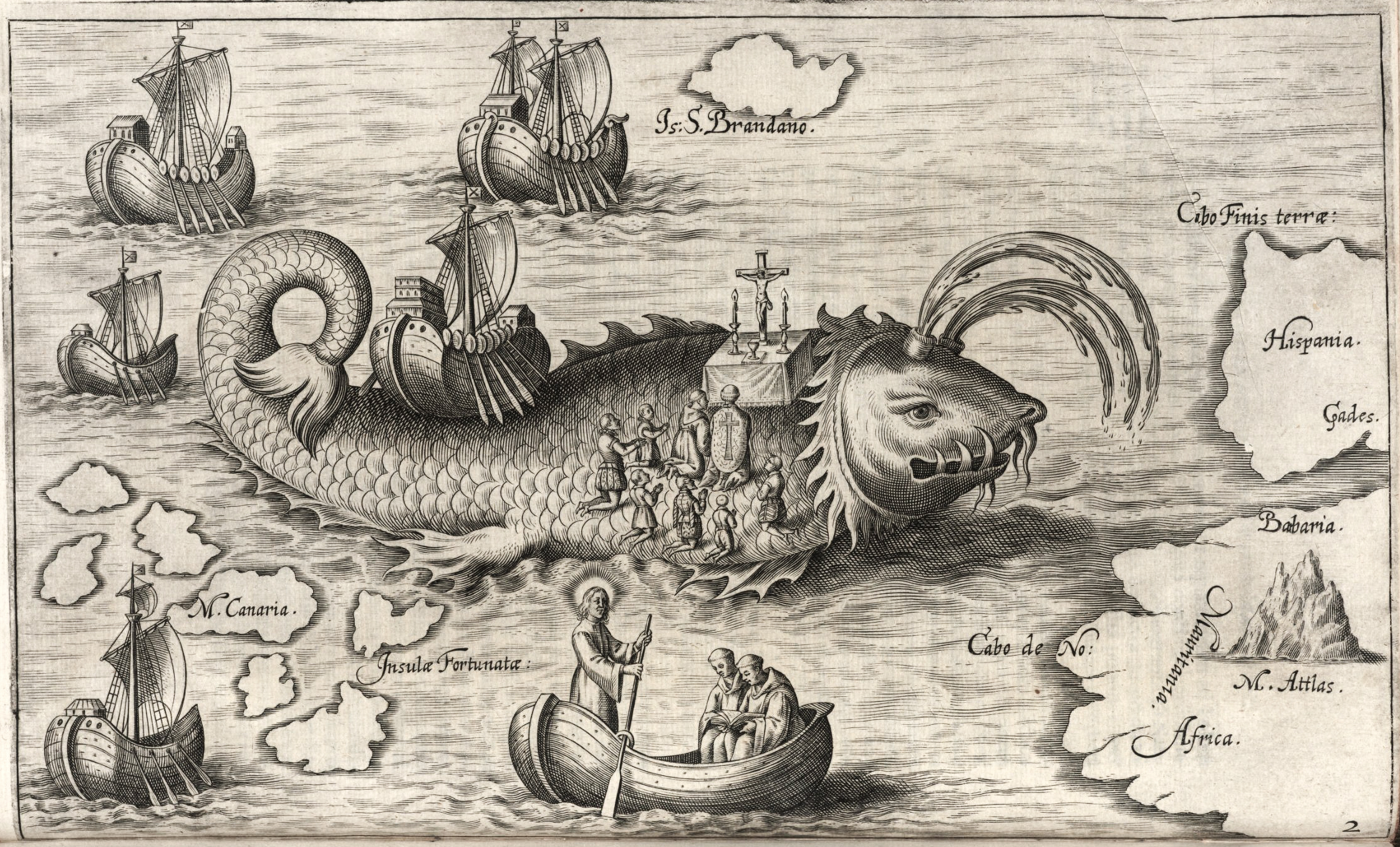
聖ブレンダン一行の「島鯨」上陸。近くに「幸運島　fortunate isle」。

スウェーデン人の オラウス・マグヌスは「クラーケ[ン]」という名前を用いていないが、さまざまなモンスターの画をその地図『カルタ・マリナ』（1539年）や著書にちりばめていることが知られ、これらのいずれかが「クラーケン」を表してないか、と言う推論が存在する。
該当する「鯨」は、オラウスの著書『北方民族文化誌』(1555年)によれば、イノシシやゾウの牙のような長い歯をもち、また眼の周りに生えた多数の「角」で、大きな眼を嵐などからさえぎって守ると言う。この二つの特徴はどちらもアルベルトゥス・マグヌス（1200–1280年）が『動物について』で鯨について記したものである。また、オラウスは「炎のように赤々とした眼を持ち、角ばった大きな顔が角で取り巻かれた、おそらく鯨の一種である怪物」として紹介しており、スイスの博物学者ゲスナーは前者の「牙のあるもの」を「豚鯨（Apro Cetaceo）」（及びドイツ語: Schweinwal ）、後者の「顔を取り巻く角を持つもの」を「あごひげ鯨（Ceto Barbato）」（及びドイツ語: Bart-wal）と呼んだ。
ジョン・アシュトンの著作（1890年、和訳『『奇怪動物百科』、2005年』） は、かなりの紙面をさいてオラウスの怪物についての解説をおこなっており、有角（あごひげ）の鯨についても引用している。ただアシュトンの持論は、オラウスがクラーケン（巨大ポリュプス）を「ザリガニやエビの姿で描いた」というものである。ポリュプス（ギリシャ語で「多数の足」の意）は通常「タコ」を表し、オラウスの著書の中の「ポリュプスについて（De Polypis）」の章もアリストテレス、大プリニウス、アルベルトゥス・マグヌスを引用しつつその内容は概ねタコの特徴に相違ないが、その章の上の挿絵が、人間を捕らえた巨大エビの場面になっている。また同様の巨大エビがカルタ・マリナにも描かれている。博物学者のヘンリー・リーもまた、オラウスのこの挿絵は、巨大イカ類が襲った事件を、多足のロブスターとして誤って描写したのだろう、と意見している。ただし、前述の通りポリュプスについてのオラウスの説明は引用が多く、ポリュプスが人間にとって危険であるというのもプリニウスが博物誌9巻でバエティカ（スペイン南部）の州総督の記したものとして紹介した内容である。
オラウスの地図の説明文は、必ずしも書籍とは一致しない。オラウスの地図の左下（ アイオナ島）に"M"とラベル表記される、人間をハサミでとらえた（見た目はロブスターな）怪物については、詳しい説明文が欠如している。ただ、この地図のこの区域が、地図の注釈書『Auslegung』によればアイルランドから「幸運の島 Insula Fortunata」に至る地域である事は、あえて付記すべきであろう。

### ダイオウイカ

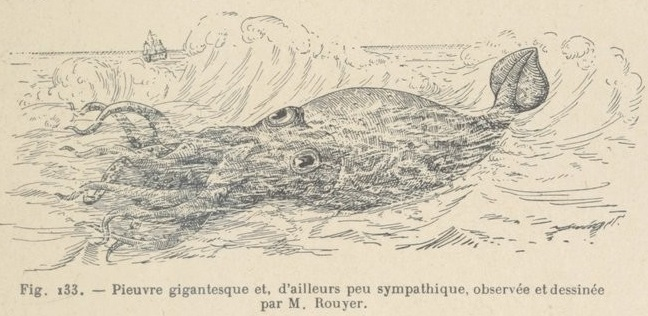
通報艦アレクトンが遭遇した"ピューヴル（お化けダコ、クラーケン）"
—アンリ・クーパン著（第4版、1912年）[1903年]。
ブイエ著（1866/1867年）に言及しているが、そのときの挿絵は船がこれほど小さく描かれていない。

1861年11月、カナリア諸島から出航したフランス海軍通報艦アレクトン は、海面にクジラより大きな未知の海洋動物を発見し、銃撃ののち、ロープでからめとろうとした。このときちぎれた胴体の一部が採取され、ダイオウイカ属と鑑定されている。そのときのイカは、乗員がスケッチしており、フレデリック・ブイエ艦長が出版した紀行録にはそれを元にアレンジした巨大イカの挿絵が掲載された。後年、動物学者アンリ・クーパンは、元の絵より背景の船が極小化された複製画を掲載したうえで、「ルイエ〔ママ〕氏は、いささか贔屓目に目撃し描画した」と主張している。
1873年、モーゼス・ハーヴェイ牧師に発見された個体が、初の完全標本となり、まぎれもなく実在する巨大イカ、Architeuthis属との認定を受けた（A・E・ヴェリル教授の発表論文、1882年）。以後、このダイオウイカこそがクラーケンの正体ではないかとの所見が文献にみられるようになる。
現代的な船舶は自走能力が高く風の有無にかかわらず航行可能であるため、仮にクラーケンが実在したとしても襲われることはまず無い、という考え方がある。もちろんこれは「船舶が故障や燃料切れを起こしておらず、十分な自走能力を備えている」「船舶自体に十分な大きさがある」「クラーケンのサイズや運動能力が一定の範囲内に収まっている（全長が数kmに達する活発な生物であれば、タンカーや空母級の船舶を襲うことも考えられる）」といった場合の話である。加えて、この怪物が北欧の海に特有であると限るようなことでもない。
クラーケンのモデルではないかと取り沙汰されることの多いダイオウイカ属（学名：genus Architeuthis）は現生最大級の頭足類（巨大イカ）であり、平均全長約10m、信用に足る最大個体の記録は全長約13mである。しかし、推定全長20mともされる不確定記録がある。
ダイオウホウズキイカ属（学名：genus Mesonychoteuthis）は現生最大とされ、その全長はダイオウイカを上回る14mに及ぶ。また、ダイオウイカと同様、推定全長20mとの不確定記録がある。

### 古代種説
かつて深海だった三畳紀の地層に、多数のイクチオサウルスの化石が発見されているが、古生物学者マーク・マクメナミンの分析によれば、同時多数の死滅ではなく、時間をかけて集積された死骸であるとする。そして生きたままの状態のものもあるが、背骨のディスクなどがパズルのように綺麗に並んで見つかっている。あくまで仮説にすぎないが、クラーケンのような巨大節足動物が玩具にしていたのではないかと発表している。もちろん憶測にすぎないとの反論もあり（海棲生物学者ロジャー・ハンロン）、現代の蛸は収集癖はみられるが、食べ終わった動物の骨を並べて遊びをするような行動は確認されない、と飛躍をうったえている。

## 文学への影響

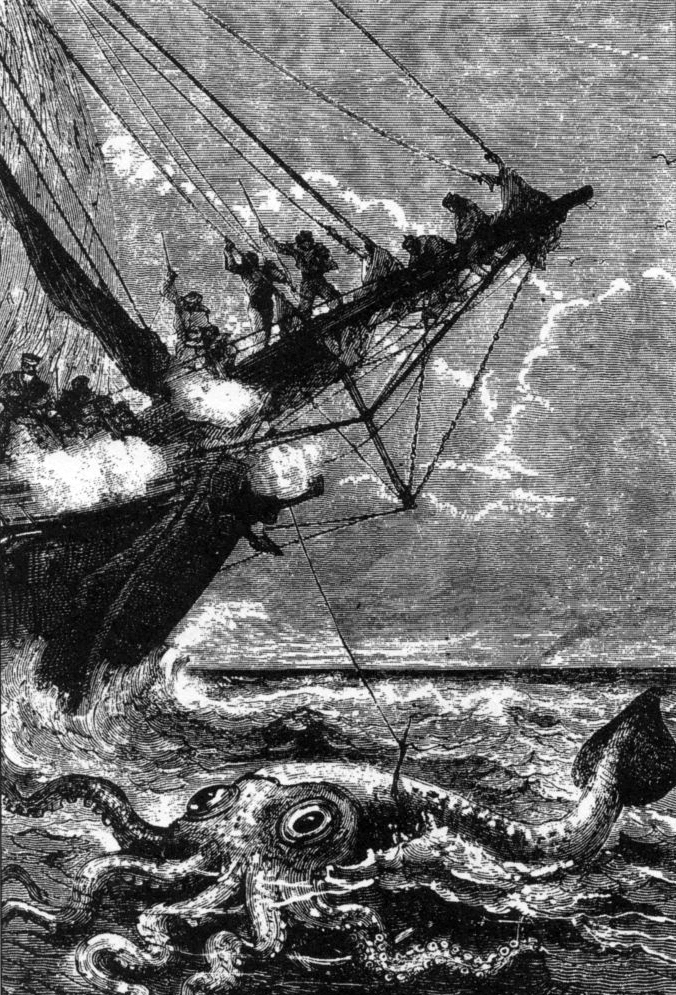
ジュール・ヴェルヌの小説 『海底二万里』のための挿絵
19世紀、クラーケンのモデルとされる巨大ダイオウイカが航行中の船舶の間近に現れた様子。未知の海洋動物の出現に乗員達が警戒している。

フランスの小説家ヴィクトル・ユーゴーは『海の労働者』（1866年） の中で、人を襲う大蛸を登場させ、それが伝説上のクラーケンであり、現地の チャンネル諸島 （ガーンジー方言等）でピューヴル（pieuvre）と呼ばれる怪物だとし、この後者の名前をフランス語に定着させた。ユーゴーの蛸はそののち、ジュール・ヴェルヌのSF冒険小説『海底二万里』（1870年）で巨大イカ（クラーケン）が登場する描写に影響を及ぼしたとされるが、ヴェルヌはまた、実在した軍艦アレクトンの巨大イカ遭遇事件にも取材しているとされる。潜水艦を襲撃する怪物を、ヴェルヌはクラーケンとも、イカ（フランス語: calmar）ともタコ（フランス語: poulpe）とも呼んでいて整合性はとれていない。
英語圏では、H・G・ウェルズも怪物化されたタコのイメージを作品に取り入れた。また アルフレッド・テニスンも『ザ・クラーケン』（1830年）と題して不規律ソネット体の詩を創作しており、ハーマン・メルヴィル作『白鯨』（1851年）の「第59章イカ」にもクラーケンの面影がうかがえると当時の評論家にも論じられていた。

## 大衆文化
ギリシア神話をモチーフとしたレイ・ハリーハウゼン監督の特撮映画『タイタンの戦い』（1981年アメリカ製）に登場するクラーケンは、ワニのような皮膚、魚の鰭（ひれ）様の大小の突起物を持つ人型の胴体に、手と爪があり関節の無いタコの触手様の4本の腕、嘴（くちばし）のある竜ともサルともつかない頭部を具えた「異形（いぎょう）の巨大怪獣」として描かれている。おそらくこれはいわゆるトレミー48星座の内に描かれた『くじら座（ケートス）』の視覚イメージをそのまま拡張させたものと考えられるが、この一種独特の個性を放つクラーケンのイメージは、それ自体が、後に続く多くの海の怪物・怪獣に大きな影響を与えている。
1998年のアメリカ映画『ザ・グリード』では、客船を襲った正体として巨大なタコの化け物が登場する。 2006年のアメリカ映画『パイレーツ・オブ・カリビアン/デッドマンズ・チェスト』には、幽霊船の船長デイヴィ・ジョーンズに操られるタコのような触手と、イカのようなエンペラを持ったクラーケンが登場する。ジャック・スパロウを船ごと海中へ飲み込むが、後にデイヴィ・ジョーンズに殺害され、『パイレーツ・オブ・カリビアン/ワールド・エンド』のワンシーンに岸に打ち上げられた姿で登場。
水野良の小説『ロードス島戦記』（1983年初出）等、フォーセリアを舞台にした小説では、水の精霊の上位種としてクラーケンが設定されている。
J・K・ローリングの作品『ハリー・ポッター』シリーズ（1997年初出）では、ホグワーツ魔法魔術学校の池にクラーケンをモチーフとしたと思われる巨大イカが棲んでいる。この巨大イカは昼休みに生徒と一緒に泳いだり、浅瀬で日向ぼっこしているところを生徒に足をくすぐられたり、池に落ちてしまった生徒（デニス・クリービー）を筏に戻してあげたりと、無害かつ温厚な性格をしている。
ロールプレイングゲーム（RPG）の世界では、プレイヤーキャラクターの進行を妨げる敵としての、頭足類をモチーフとしたモンスターの名前にしばしば「クラーケン」の名が使用される。『ザ・ブラックオニキス』（1984年初出）に登場するものが例として挙げられる。